# Nycteola indica
Nycteola indica är en fjärilsart som beskrevs av Felder 1874. Nycteola indica ingår i släktet Nycteola och familjen trågspinnare. Inga underarter finns listade i Catalogue of Life.